# انقراض الهولوسيني

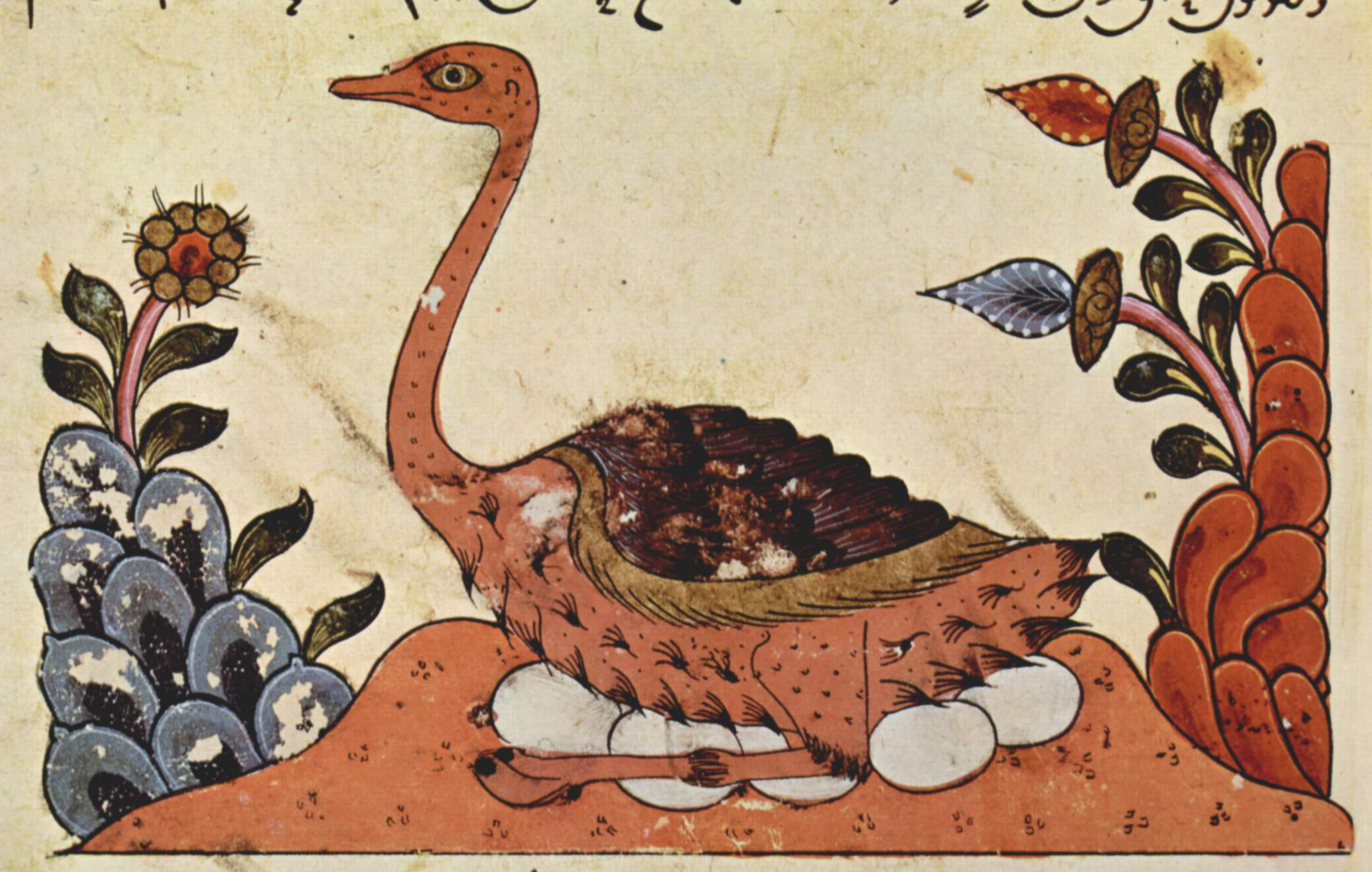
النعامة العربية مرسومةً في كتاب الحيوان للفيلسوف العربي الجاحظ، عاشت هذه الطيور في الماضي بمنطقةٍ واسعةٍ امتدَّت من شبه الجزيرة العربية إلى الهلال الخصيب حتى سيناء، إلا أنَّها انقرضت في منتصف القرن العشرين نتيجةً صيدها الجائر.

انقراض الهولوسين أو انقراض العصر الهولوسيني هو مصطلح يطلق على الانقراض الجماعي الجارٍي في الوقت الحاضر، حيث أنَّ تاريخ البشرية الحديث يعد جزءاً من فترة حقبة الهولوسين التي بدأت قبل 10,000 عام، ويُطلَق عليه أحياناً الانقراض العظيم السادس لاعتباره الانقراض الجماعي الكبير السادس في تاريخ الأرض. أثبتت دراسات علميَّة أجريت على مدى القرن العشرين أنَّ مُعدَّل الانقراض السنويِّ للمخلوقات الحية على كوكب الأرض يعادل حالياً 100 إلى 1,000 ضعف المعدَّل الطبيعي، الذي توصَّل العلماء إليه من خلال دراسة سجل الأحافير. وتعد الأنشطة البشريَّة الحديثة وعلى رأسها الصيد الجائر وتدمير البيئة والتلوث المسبِّبات الرئيسية لهذا الانقراض، ممَّا يجعله أول انقراضٍ جماعي في تاريخ الأرض تتسبَّب به أنواع من الكائنات الحية نفسها.
يُعتَقد أن المعدل العالمي للانقراضات يبلغ حالياً قرابة 500 نوعٍ في اليوم، و200,000 نوعٍ في العام، ومن ثمَّ تذهب بعض التقديرات إلى أنَّ نحو 20% من الكائنات الحية على الأرض ستكون انقرضت بحلول عام 2022. رغم ذلك، فإنَّ معظم هذه الكائنات غير معروفة بعد وتنقرض دون أن يعرف العلماء بوجودها حتى.
يشمل انقراض الهيلوسين اختفاء الحيوانات الأرضية الكبيرة المعروفة بالحيوانات الضخمة، ابتداء من نهاية العصر الجليدي الأخير. أظهرت الحيوانات الضخمة خارج قارة أفريقيا، والتي لم تتطور جنبًا إلى جنب مع الإنسان، حساسية عالية عند ظهور الافتراس الجديد، ومات العديد منها بعد فترة قصيرة من بداية الإنسان البدائي بالانتشار والصيد عبر الأرض (انقرض العديد من الأنواع الأفريقية أيضًا خلال الهولوسين، ولكن -مع بعض الاستثناءات- لم تتأثر الحيوانات الضخمة في البر الرئيسي بشكل ملحوظ سوى منذ مئات السنين). إن تلك الانقراضات، الحادثة بالقرب من نطاق العصر الحديث الأقرب والعصر الهولوسيني، يُشار إليها أحيانًا بحدث الانقراض الرباعي.
تشير أكثر النظريات شيوعًا إلى الصيد الجائر للأنواع الذي نفّذه البشر بالإضافة إلى ظروف الضغط الموجودة بالفعل إذ إن الانقراض تزامن مع ظهور البشر. على الرغم من الجدل الدائر بشأن كيفية تأثير الافتراس البشري على انحدار تلك الأنواع، ارتبط انحدار أنواع بعينها بشكل مباشر بالنشاط البشري، مثل أحداث الانقراض في نيوزيلندا وهاواي. بجانب البشر، ربما يكون التغير المناخي عاملًا مؤثرًا في انقراضات الحيوانات الضخمة، وخاصةً في نهاية العصر الجليدي.
بيئيًا، اعتُبر الإنسان «مفترسًا علويًا» غير مستدام في الحقبة الهولوسينية. بينما تواجدت بقية المفترسات العلوية الموجودة على كوكب الأرض في بقية الفترات، مثل الروبيان الشاذ في المحيط الكمبري، كان تأثير البشر أكثر تطرفًا. افتُرس البشر البالغون من قبل المفترسات العلوية الأخرى باستمرار، ما كان له تأثيرات في جميع أنحاء العالم على الشبكات الغذائية والعمليات التطورية. في تلك الفترة، كان هناك انقراضات للأنواع في كافة كتل اليابسة وكافة المحيطات: هناك العديد من الأمثلة المشهورة في أفريقيا، وآسيا، وأوروبا، وأستراليا، وأمريكا الشمالية والجنوبية، وعلى الجزر الأصغر. بشكل عام، يمكن ربط الانقراض الهولوسيني بتأثير البشر على البيئة. يستمر الانقراض الهولوسيني حتى القرن الحادي والعشرين، مع استهلاك اللحوم، والصيد الجائر للأسماك، وتحمض المحيطات، والانحدار في أعداد البرمائيات كونها بعض الأمثلة الأوسع على الانحدار العالمي في التنوع البيولوجي. تُعتبر زيادة تعداد البشر والزيادة في الاستهلاك لكل نسمة من العوامل الرئيسية لهذا الانحدار.
قدّر التقرير العالمي لتقييم التنوع البيولوجي وخدمات النظم البيئية، المنشور في 2019 بواسطة المنبر الحكومي الدولي للعلوم والسياسات في التنوع الحيوي وخدمات النظم البيئية، بأن قرابة المليون نوع من النباتات والحيوانات يواجه الانقراض الذي تسببت به الآثار البشرية.

## تعاريف
يُعرف الانقراض الهولوسيني أيضًا بـ«الانقراض السادس»، إذ إنه قد يكون حدث الانقراض الجماعي السادس، بعد انقراض الأوردوفيشي-السيلوري، وانقراض الديفوني المتأخر، وانقراض البرمي-الثلاثي، وانقراض الترياسي-الجوراسي، وانقراض العصر الطباشيري-الثلاثي. تُميَّز الانقراضات الجماعية بفقدان 75% على الأقل من الأنواع في خلال فترة قصيرة جيولوجيًا من الزمن. ليس هناك اتفاق عام حول مكان بداية انقراض الهولوسين، أو ما يعرف بالانقراض الذي سببه البشر، ونهاية الانقراض الرباعي، الذي يشمل التغير المناخي المتسبب بنهاية العصر الجليدي الأخير، أو ما إذا كان يجب اعتبارهما حدثين منفصلين بشكل عام. اقترح البعض أن الانقراض الناتج عن البشر ربما بدأ عندما خرج البشر الأوائل من أفريقيا منذ ما يقرب من 100,000 إلى 200,000 عامًا؛ يدعم ذلك الانقراض السريع للحيوانات الضخمة الذي تلا استيطان البشر حديثًا في أستراليا ونيوزيلندا ومدغشقر، ما قد يكون متوقعًا عندما ينتقل أي حيوان ضارٍ كبير ومتكيف (نوع مجتاح) إلى نظام بيئي جديد. في العديد من الحالات، من المقترح أن أقل ضغط للصيد حتى كان كافيًا لإبادة مجموعة كبيرة من الحيوانات، خاصة على الجزر المعزولة جغرافيًا. خلال الأجزاء الأحدث من الانقراض فقط، عانت النباتات أيضًا خسائر فادحة.
في كتاب مستقبل الحياة (2002)، حسب إدوارد أوسبورن ويلسون من جامعة هارفارد أنه في حالة استمرار البشر بالإخلال بالمحيط الحيوي بنفس المعدل الحالي، ستنقرض نصف أشكال الحياة العليا على كوكب الأرض بحلول عام 2100. أجرى المتحف الأمريكي للتاريخ الطبيعي استطلاع رأي وجد أن 70% من علماء الأحياء يعترفون بحدث الانقراض الحالي الذي تسبب فيه البشر.
في الوقت الحالي، يُقدر معدل انقراض الأنواع بما يتراوح بين 100 إلى 1000 مرة أكبر من معدل الانقراض المرجعي، معدل الانقراض التاريخي النموذجي (من ناحية التطور الطبيعي للكوكب)؛ وأيضًا يفوق معدل الانقراض الحالي بما يتراوح بين 10 مرات إلى 100 مرة أيًا من الانقراضات الجماعية السابقة في تاريخ كوكب الأرض. يقدر أحد العلماء معدل الانقراض الحالي بما يعادل 10000 مرة من معدل الانقراض المرجعي، على الرغم من تنبؤ معظم العلماء بمعدل انقراض أقل بكثير من ذلك التقدير البعيد. ذكر عالم البيئة النظري ستيوارت بيم أن معدل انقراض النباتات يفوق المعدل الطبيعي بمقدار 100 مرة.
في دراستين نُشرتا في 2015، قادت الاستنتاجات من انقراض قوقعيات هاواي إلى استخلاص أن 7% من الأنواع على الأرض قد تكون فُقدت بالفعل.
هناك إجماع سائد بين العلماء حول أن النشاط البشري يحفز انقراض العديد من أنواع الحيوانات من خلال إزالة المواطن واستهلاك الحيوانات كموارد وقتل الأنواع التي يراها البشر مهدِّدة أو منافِسة. ولكن البعض يجادل بأن التدمير الحيوي لم يصل إلى مستوى الانقراضات الجماعية الخمس الماضية. أكد ستيوارت بيم، على سبيل المثال، أن الانقراض الجماعي السادس «هو شيء لم يحدث بعد، نحن على حافته». في نوفمبر 2017، شدّد بيان بعنوان «تحذير علماء العالم للبشرية: إعلان ثانٍ»، قاده ثمانية مؤلفين ووقع عليه 15,364 عالمًا من 184 دولة، على العديد من الأشياء من بينها «لقد كشفنا النقاب عن حدث انقراض جماعي، وهو السادس خلال ما يقرب من 540 مليون عامًا، وفيه قد يُباد العديد من أشكال الحياة أو على الأقل يصبح معرضًا للانقراض بنهاية هذا القرن».

## الأسباب المؤثرة

### الأنشطة البشرية
يرجع السبب الرئيسي في الانقراض الهولوسيني إلى الأنشطة البشرية. قد يعود انقراض الحيوانات والنباتات والكائنات الحية الأخرى التي تسببها أنشطة الإنسان إلى العصر الحديث الأقرب المتأخر، قبل أكثر من 12000 عام. هناك علاقة بين انقراض الحيوانات الضخمة ووجود البشر، والحجم السكاني البشري المعاصر ونموه، جنبًا إلى جنب مع نمو الاستهلاك الفردي، خصوصًا في القرنين الماضيين، إذ تعتبر هذه هي الأسباب الكامنة للانقراض الهولوسيني.
تأسست الحضارة الإنسانية على الزراعة ونمت منها. كلما زاد عدد الأراضي المستخدمة للزراعة، زاد عدد السكان في الحضارة، ولقد أدى انتشار الزراعة لاحقًا إلى تحويل الكثير من المساكن الطبيعية للكائنات الحية إلى أراضي زراعية.
تشمل أسباب الانقراض الهولوسيني تدمير البشر للمواطن الطبيعية، بما في ذلك في المحيطات، والصيد الجائر والتلوث، وتعديل وتدمير مساحات شاسعة من الأراضي وأنظمة الأنهار في جميع أنحاء العالم لتلبية غايات الإنسان فقط (مع استخدام 13% من سطح الأرض الخالي من الجليد كأراضي زراعية للمحاصيل، و26% كمراعي، و4% كمناطق حضرية صناعية)، وبذلك دُمرت النظم البيئية المحلية الأصلية. أدى التحويل المستدام للغابات والأراضي الرطبة الغنية بالتنوع البيولوجي إلى حقول ومراعي (ذات قدرة إيواء أقل للأنواع البرية)، على مدى الـ 10000 سنة الماضية، إلى تقليل قدرة الأرض على إيواء الطيور البرية، بالإضافة إلى كائنات حية أخرى، فيما يخص حجمها السكاني وعدد أنواعها.
تشمل الأسباب البشرية الأخرى إزالة الغابات والصيد والتلوث وإدخال أنواع غير محلية في مناطق مختلفة، وانتشار الأمراض المعدية على نطاق واسع عن طريق الماشية والمحاصيل. أدى التقدم في النقل والزراعة الصناعية إلى الزراعة الأحادية وانقراض العديد من الأصناف. كما أدى استخدام بعض النباتات والحيوانات في الغذاء إلى انقراضها، بما في ذلك السيلفيوم والحمام المهاجر.
يؤكد بعض العلماء أن ظهور الرأسمالية كنظام اقتصادي مهيمن قد أدى إلى تسريع الاستغلال والتدمير البيئي، كما أدى إلى تفاقم الانقراض الجماعي للأنواع. مثلًا، وفقًا لأستاذ جامعة نيويورك، ديفيد هارفي، فإن العصر النيوليبرالي «كان أسرع حقبة انقراض جماعي للأنواع في تاريخ الأرض الحديث».

### الزراعة وتغير المناخ
أثرت الدراسات الأخيرة عن حرق الأراضي الطبيعية خلال ثورة العصر الحجري بشكل كبير على الجدل الحالي حول توقيت عصر الأنثروبوسين والدور الذي ربما لعبه البشر في إنتاج الغازات الدفيئة قبل الثورة الصناعية. تثير الدراسات التي أجريت على الصيادين والجامعين الأوائل أسئلةً حول الاستخدام الحالي لحجم أو كثافة السكان كوكيل مناخي لمقدار الأراضي المجردة والحرق البشري الذي حدث قبل الثورة الصناعية. شكك العلماء في العلاقة بين حجم السكان والتغيرات الإقليمية المبكرة. وفقًا لبحث للعالمين روديمان وإليس في عام 2009، استخدم المزارعون الأوائل المشاركون في أنظمة الزراعة مساحةً أكبر لكل فرد مقارنةً بالمزارعين في وقت لاحق في عصر الهولوسين، الذين زادوا عدد عمالهم لإنتاج المزيد من الغذاء لكل وحدة مساحة (وبالتالي، لكل عامل)؛ وقد أحدثت المشاركة الزراعية في إنتاج الأرز، من قِبل مجموعات سكانية صغيرة نسبيًا قبل آلاف السنين، تأثيرات بيئية كبيرة نتيجة إزالة الغابات على نطاق واسع.
بينما يُعترف بعدد من العوامل البشرية المساهمة في زيادة تركيزات الميثان وثاني أكسيد الكربون في الغلاف الجوي، فإن إزالة الغابات وممارسات التجريد الإقليمي المرتبطة بالتنمية الزراعية قد تساهم بشكل أكبر في زيادة هذه التركيزات على مستوى العالم. يجادل العلماء الذين يستخدمون مجموعة متنوعة من البيانات الأثرية والبيئية القديمة بأن العمليات التي تساهم في إحداث تعديلات بشرية كبيرة للبيئة تعود لآلاف السنين على نطاق عالمي، وبالتالي لم تنشأ في وقت مبكر مثل الثورة الصناعية. اكتسب عالم المناخ القديم ويليام روديمان شعبيةً بفرضيته غير المألوفة في عام 2003، إذ تنص على أنه في أوائل عصر الهولوسين قبل 11000 عام، كانت مستويات ثاني أكسيد الكربون والميثان في الغلاف الجوي تتقلب في نمط مختلف عن حقبة البليستوسين التي سبقتها. وجادل بأن أنماط الانخفاض الكبير في مستويات ثاني أكسيد الكربون خلال العصر الجليدي الأخير للعصر الحديث الأقرب ترتبط عكسًيا بالهولوسين حين كانت هناك زيادات كبيرة في ثاني أكسيد الكربون قبل نحو 8000 عام ومستويات الميثان بعد ذلك بـ 3000 عام. تشير العلاقة بين انخفاض ثاني أكسيد الكربون في العصر الحديث الأقرب وزيادته خلال عصر الهولوسين إلى أن سبب انبعاث غازات الاحتباس الحراري في الغلاف الجوي كان نمو الزراعة البشرية خلال عصر الهولوسين مثل زيادة استخدام البشر للأراضي الزراعية والري.

### الجزر
يرتبط وصول الإنسان إلى منطقة البحر الكاريبي قبل نحو 6000 عام بانقراض العديد من الأنواع. يشمل هذا الانقراض أجناسًا مختلفة من حيوان الكسلان الأرضي والشجري عبر جميع الجزر. كانت حيوانات الكسلان هذه أصغر بشكل عام من تلك الموجودة في قارة أمريكا الجنوبية. كان كسلان ميغاليغلس أكبر جنس إذ وصلت كتلته إلى 90 كيلوغرامًا (200 باوند)، وكان كسلان أكراتوكنوس متوسط الحجم قريبًا للكسلان الحديث ثنائي الأصابع الموجود في كوبا، وكسلان إماغوسنوس في كوبا أيضًا وكسلان نيوكنوس والعديد من الأجناس الأخرى.
أظهرت الأبحاث الحديثة، التي تستند على الحفريات الأثرية والحيوية في 70 جزيرة مختلفة في المحيط الهادئ، أن العديد من الأنواع انقرضت بعد انتشار البشر عبر المحيط الهادئ، قبل 30 ألف عام في أرخبيل بسمارك وجزر سليمان. تشير التقديرات الحالية إلى أنه من بين أنواع الطيور في المحيط الهادئ، انقرض نحو 2000 نوع منذ وصول البشر، ما يمثل انخفاضًا بنسبة 20% في التنوع البيولوجي للطيور في جميع أنحاء العالم.
يُعتقد أن أوائل مستوطني جزر هاواي قد وصلوا بين 300 و800 بعد الميلاد، مع وصول الأوروبيين في القرن السادس عشر. تشتهر هاواي كموطن للعديد من النباتات والطيور والحشرات والرخويات والأسماك. 30% من الكائنات الحية هناك هي كائنات متوطنة. العديد من أنواع هاواي مهددة بالانقراض أو انقرضت، ويرجع ذلك في المقام الأول إلى الأنواع التي أُدخِلت عن طريق الخطأ والرعي الجائر للماشية. أكثر من 40% من أنواع الطيور في هاواي انقرضت، وتُعتبر هاواي موقع 75% من حالات الانقراض في الولايات المتحدة. زاد الانقراض في هاواي على مدار الـ 200 عام الماضية وهو موثق جيدًا بشكل نسبي، وتُستخدم حالات الانقراض بين الحلزونات المحلية كتقديرات لمعدلات الانقراض العالمية.